# Na Průhoně
Na Průhoně je pozůstatek starého ramene řeky Labe vzniklý po provedení regulace Labe v 20. letech 20. století. V suchém létě 2018 bylo rameno zcela vyschlé, ve vlhčích obdobích se objeví vodní plocha o výměře cca 0,25 ha. Mrtvé rameno se nalézá na severním okraji obce Labětín v okrese Pardubice na konci ulice K Labi.

## Galerie

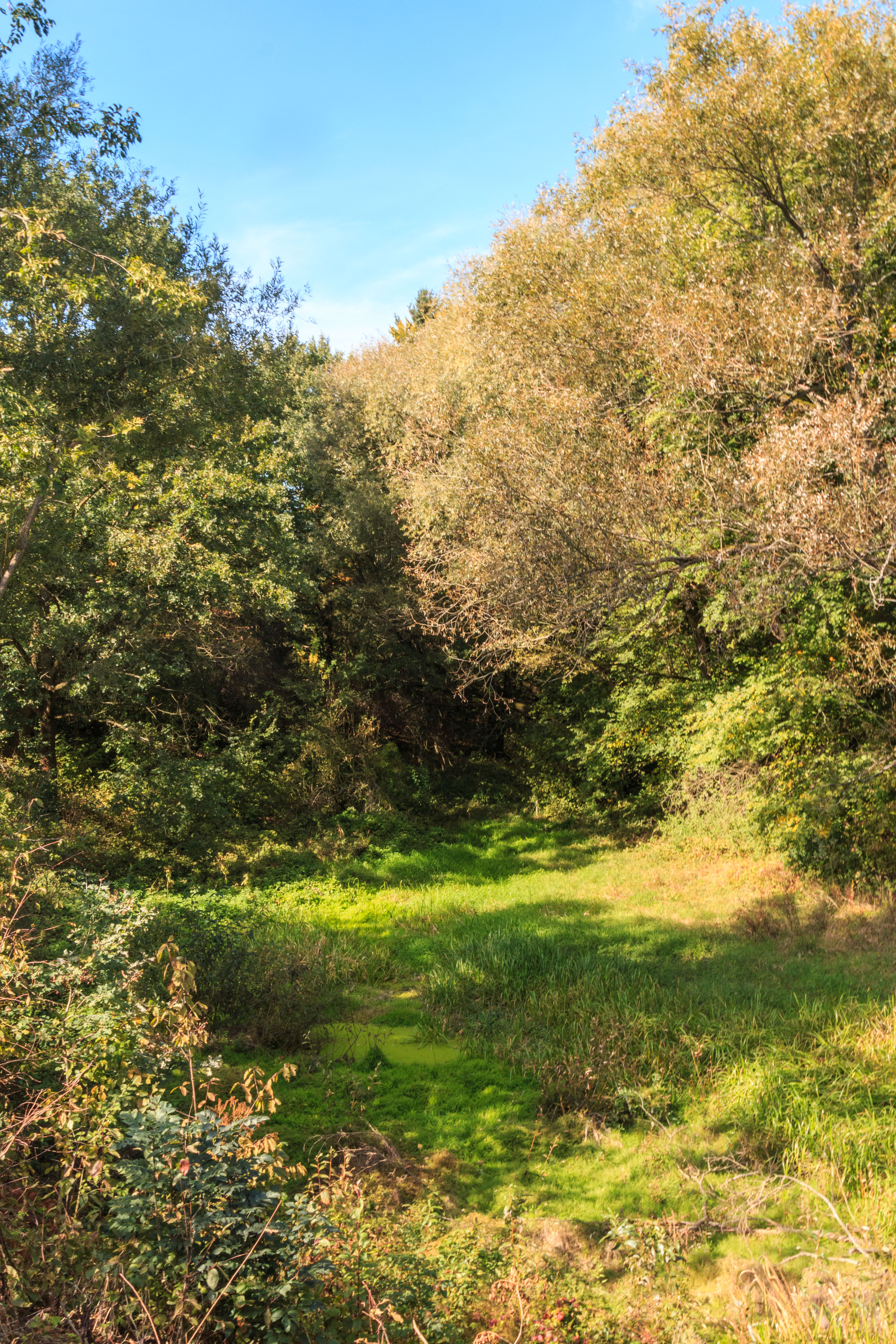
Mrtvé rameno Labe - Na Průhoně
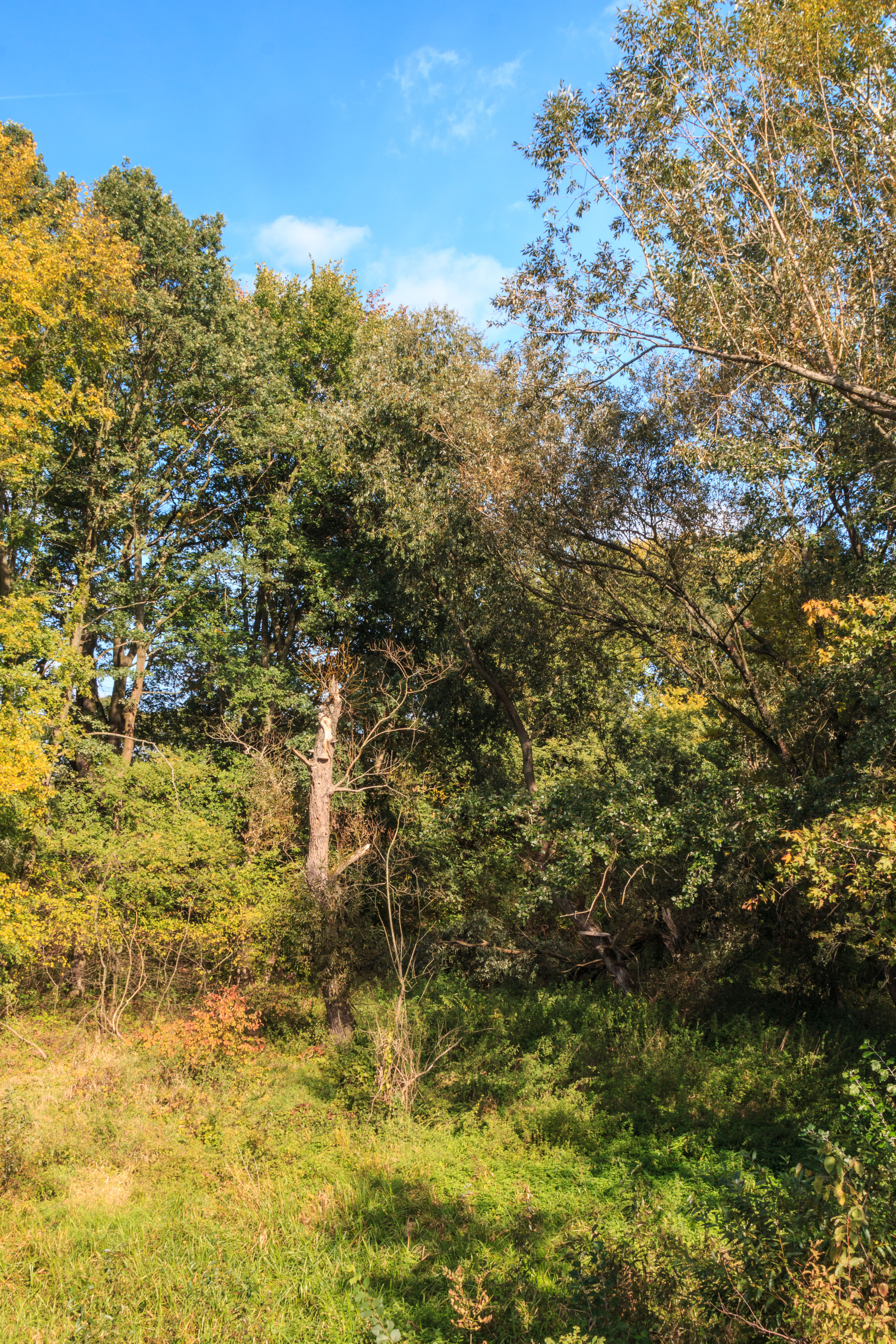
Mrtvé rameno Labe - Na Průhoně
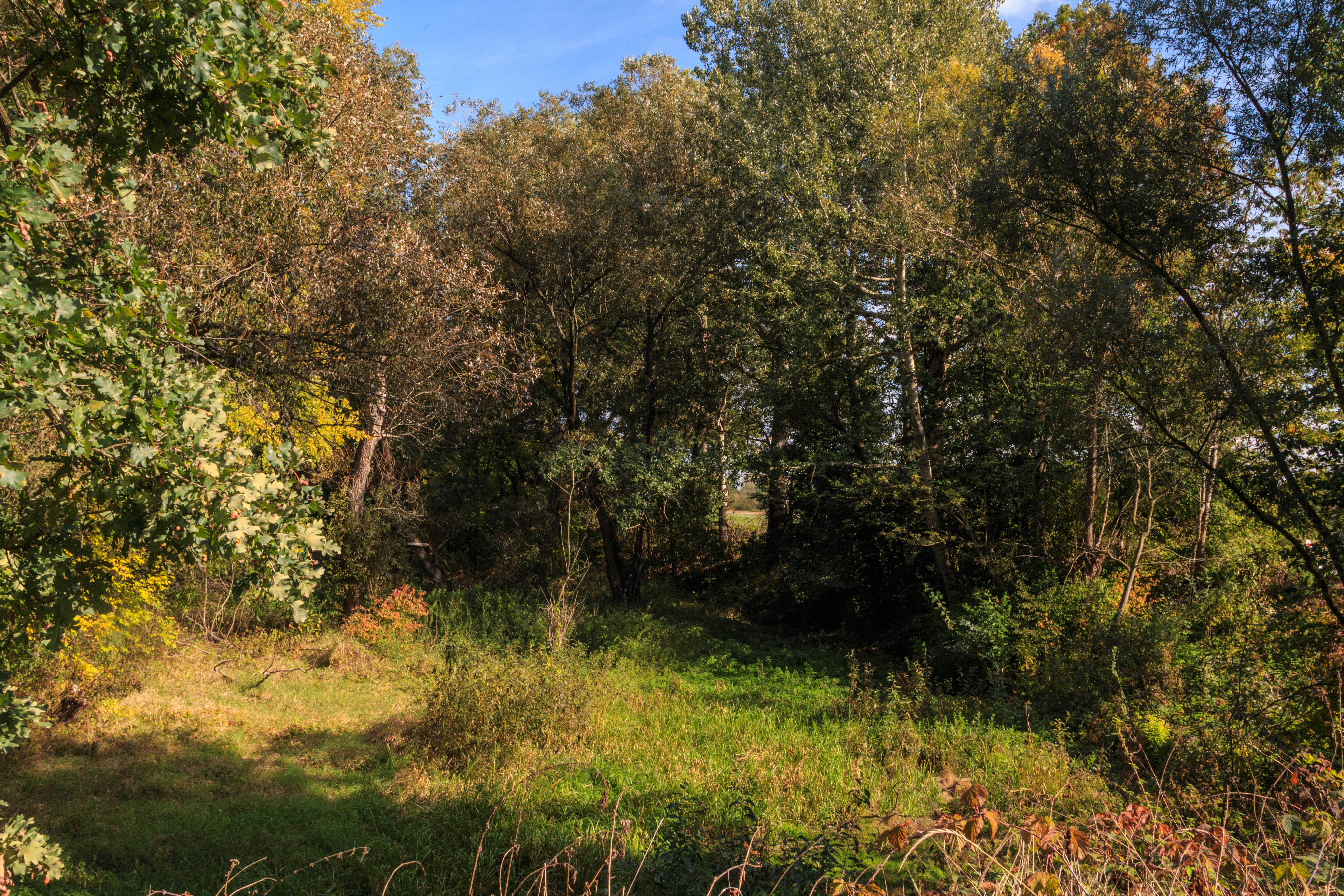
Mrtvé rameno Labe - Na Průhoně
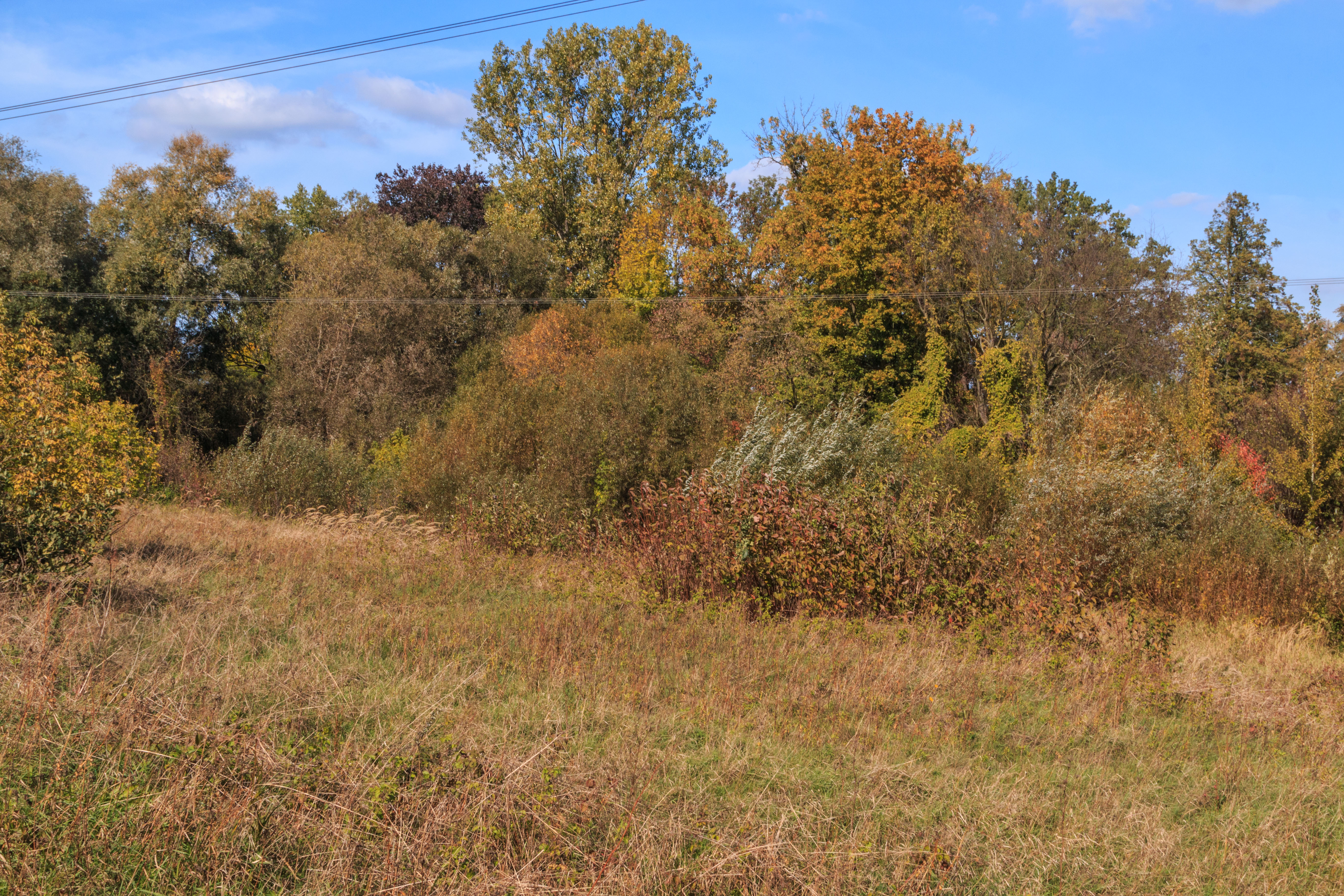
Mrtvé rameno Labe - Na Průhoně